# Ронко Кампо Кането
Ронко Кампо Кането (итал. Ronco Campo Canneto) је насеље у Италији у округу Парма, региону Емилија-Ромања.
Према процени из 2011. у насељу је живело 665 становника. Насеље се налази на надморској висини од 33 м.